# Инфекция и иммунитет
Инфе́кция и иммуните́т (англ. Russian Journal of Infection and Immunity) — российский научный журнал. Входит в список рецензируемых научных изданий ВАК.
Журнал предназначен для микробиологов, иммунологов, эпидемиологов и клиницистов и рассматривает аспекты взаимодействия различных микроорганизмов с организмом носителя.
По данным на март 2021 года, двухлетний импакт-фактор журнала составляет 0,676.

## История
Журнал был учреждён в 2011 году Санкт-Петербургским НИИ эпидемиологии и микробиологии имени Пастера (входит в сеть институтов Роспотребнадзора), Санкт-Петербургским региональным отделением Российской ассоциации аллергологов и клинических иммунологов и Северо-Западным отделением медицинских наук при участии Отделения Всероссийского научно-практического общества эпидемиологов, микробиологов и паразитологов по Санкт-Петербургу и Ленинградской области.
С 2012 года включён в список ВАК, с 2014 года — в международную базу Ulrich's Periodicals Directory, с 2016 года вошёл в состав Web of Science Core Collection, с марта 2017 года включён в международную базу Scopus.

## Состав редакции
Главный редактор — доктор медицинских наук, профессор, академик РАН Арег Артёмович Тотолян.
Заместитель главного редактора — доктор биологических наук Игорь Владиславович Мокроусов.
Редакционная коллегия и редакционный совет журнала состоят из российских микробиологов, вирусологов и иммунологов, а также восьми иностранных специалистов. В их число входят 13 действительных членов РАН, 5 членов-корреспондентов РАН, и 19 профессоров.